# 조석꼬리

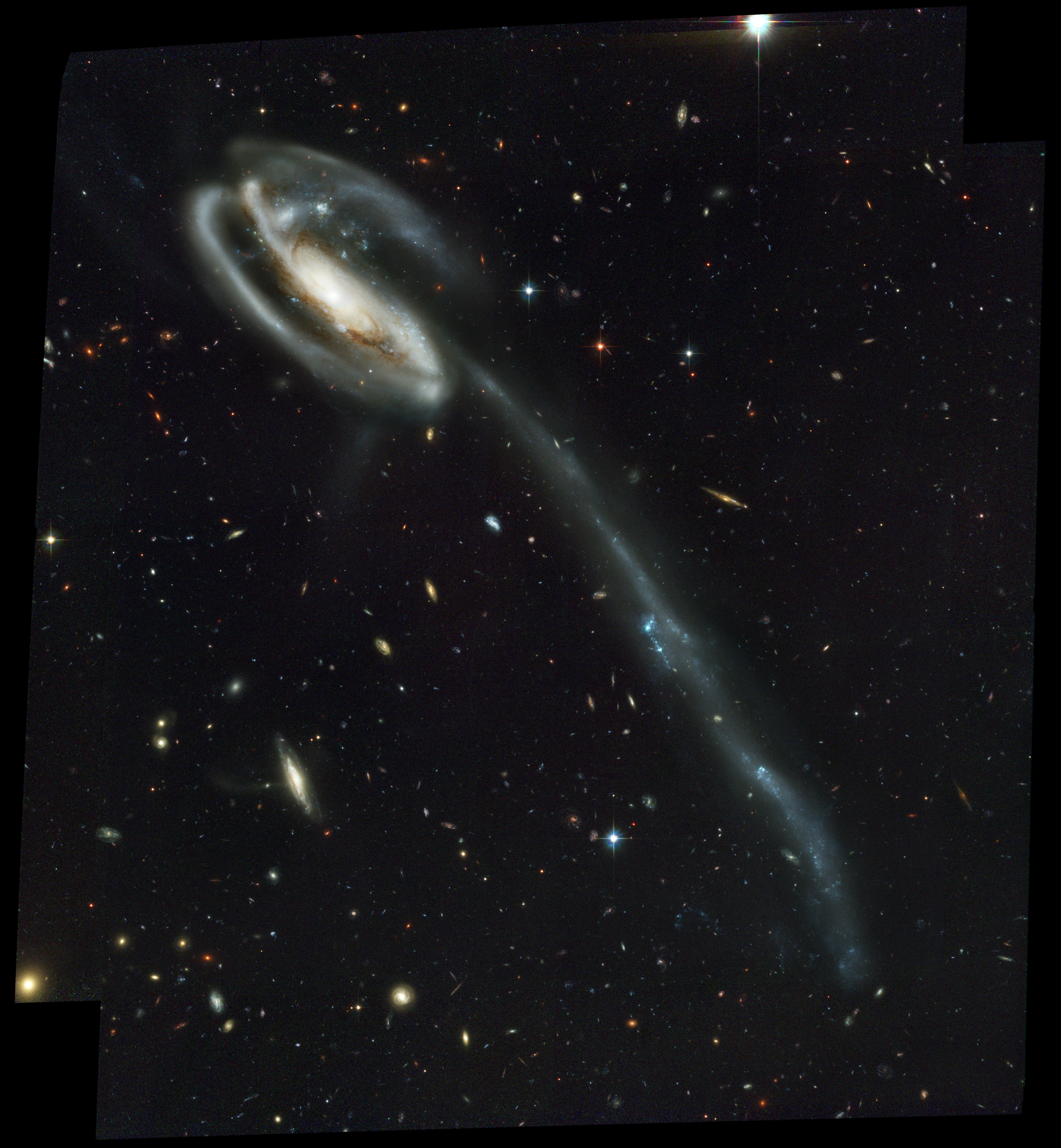
올챙이 은하

조석꼬리(영어: Tidal tail)는 은하에서 외부로 길게 늘여진 별 및 성간기체로 이루어진 영역이다. 조석꼬리는 상호작용 은하 사이의 조석력이 작용한 결과이다. 조석꼬리를 가지는 은하의 예로는 올챙이 은하와 생쥐 은하가 있다. 조석력은 상당한 양의 은하 기체를 꼬리로 방출하게 만든다. 예를 들면 더듬이 은하는 관측된 기체형 물질의 거의 절반이 꼬리 구조에서 보인다. 조석꼬리를 가지는 그러한 은하들의 별 형성의 약 10%가 꼬리에서 발생한다. 전반적으로, 우주에서 일어나는 별의 형성의 약 1%가 조석꼬리에서 발생한다.
일부 상호작용 은하의 쌍은 더듬이 은하의 경우에서와 같이, 별개로 두 개의 꼬리를 가진다. 그 외의 계에서는 단 하나의 꼬리만을 가진다. 대부분의 조석꼬리는 주인 은하의 회전으로 인해 약간 굽어져 있다. 곧게 펴져 보이는 것들은 가장자리에서 보이기 때문에 그렇게 보이는 것으로, 실제로는 굽어있다.

## 역사
현재 조석꼬리로 표현되는 현상은 1953년 프리츠 쯔비키가 처음으로 광범위하게 연구하였다. 자신만의 "기이한" 관점에서 서술한 프리츠 쯔비키를 비롯하여, 몇몇 천체물리학자들은 이들의 확장이 기조력의 결과로만 발생했다는 것에 대해 의문을 제기하였다. 보리스 보론초프-벨랴미노프는 중력이 넓은 왜곡을 형성함으로써 조석꼬리가 중력 자체에 의해서 매우 얇고 매우 (때때로 10만 파섹만큼)길게 형성되었다고 주장하였다. 그러나 1972년, 유명한 천문학자 에일러 투머는 조석꼬리에 실제로 기조력이 조석꼬리의 형성에 원인이 된다는 것을 입증하였다.